# Batalla de La Ladera (1812)
La Batalla de La Ladera fue una batalla que duro tres días que se libro en la Guerra de Independencia de Colombia. En ella se enfrentaron las fuerzas patriotas neogranadinas y las fuerzas realistas españolas entre el 25 y el 27 de abril de 1812 en la ciudad de Popayán y sus alrededores.

## Antecedentes
En 1810, varias ciudades a lo largo del Virreinato de Nueva Granada establecieron juntas de gobierno para gobernarse a sí mismas, eliminando a los funcionarios del gobierno español que las habían gobernado anteriormente. En julio de 1810 se formó una junta en la ciudad de Cali, en representación de las seis ciudades del Valle del Cauca en la zona norte de la provincia de Popayán. Esta junta formó una alianza con la Junta de Suprema de Santafé, que se había establecido el 20 de julio de 1810, después de una revuelta que condujo a la destitución del virrey Antonio Amar y Borbón y otros funcionarios reales. Ambas juntas declararon su independencia del Consejo de Regencia que gobernaba España en ese momento.
El gobernador español de la provincia, el teniente coronel Miguel Tacón y Rosique, que gobernaba la provinica desde la capital en Popayán, amenazó con reprimir por la fuerza a la junta de Cali a menos que permaneciera leal al Consejo de Regencia. La Junta de Cali solicitó asistencia militar a Santafé, que desplegó una fuerza expedicionaria para apoyarlos. El ejército patriota combinado dirigido por el coronel Antonio Baraya derrotó al coronel Tacón y a las fuerzas realistas en la batalla del Bajo Palacé, marcando la primera batalla de la Guerra de Independencia de Colombia .
Después de su victoria, Tacón y los restos de su ejército huyeron al sur, a Pasto, un bastión realista. Los patriotas entraron a Popayán el 2 de abril de 1811. Posteriormente, la Junta de Cali fue trasladada a Popayán, donde se constituyó formalmente la Ciudades Confederadas  del Valle del Cauca, siendo elegido presidente el doctor Joaquín Cayzedo y Cuero. Preocupados por un posible contraataque realista, el presidente Caycedo y el gobierno patriota lanzaron una campaña al sur para capturar Pasto y derrotar a las fuerzas restantes de Tacón. A principios de 1812, Pasto había sido capturado por los patriotas y Caycedo continuó su campaña más al sur, con la esperanza de llegar a Quito. Mientras tanto, Tacón había huido a la costa del Pacífico pero fue derrotado por los patriotas en la batalla de Iscuandé. Sin embargo, logró escapar y navegó hacia Perú .

### Levantamiento guerrillero realista
A pesar de la derrota del ejército realista, en el sur de Nueva Granada aun persistia un fuerte apoyo a la causa realista, la que fue fomentado por muchas de las autoridades religiosas, quienes consideredaban que levantarse contra el rey era rechazar la religión católica y rechazar a dios. Esto causo un surgimiento de guerrillas realistas en zonas remotas del sur de la provincia. Muchos de estos guerrilleros provenían del Valle del Patía, una zona remota situada entre Pasto y Popayán. Frustrados por la presión de las ofensivas patriotas, estos guerrilleros buscaron contraatacar. A comienzos de 1812 estas fuerzas reunieron aproximadamente un número de 1.000 y 1.500 tropas, mal armadas, en la hacienda de Río Hondo y idearon un plan para atacar y capturar Popayán.
En esta reunión, el antiguo Alférez real, Antonio Tenorio, un noble de Popayán que había servido bajo el gobernador Tacón en la batalla del Bajo Palacé, fue autoproclamado Gobernador de Popayán en nombre del Rey Fernando VII, mientras que el líder guerrillero José Joaquín Paz fue nombrado como Comandante General de las fuerzas realistas. El comandante Paz dividió el ejército en cinco compañías, cada una dirigida por los siguientes comandantes:
- Juan José Caycedo, comandante de las fuerzas del norte
- Casimiro Casanova, al mando de las fuerzas del sur
- Vicente Parra, a cargo de las fuerzas de Quilcasé
- Silvestre López, al frente de las fuerzas de Tambo
- El capitán Manuel Serralde, al mando de una unidad de Voluntarios del Rey, en la que figuraban militares de diversa procedencia

Esta fuerza realista improvisada partió luego hacia Popayán. Antes de lanzar el ataque, y mientras se dirigía a la ciudad, Tenorio envió un ultimátum escrito a los patriotas para que entregaran la ciudad.

### Fuerzas patriotas
Este levantamiento realista había tomado por sorpresa a los patriotas, al oír la noticia del levantamiento el presidente Caycedo habiendo fracasado en su campaña marchó inmediatamente hacia el norte, con él estaba la mayor parte del ejército patriota pero aún estaban a cientos de kilómetros de Popayán. Otras unidades patriotas también estaban estacionadas en la costa del Pacífico, por lo que Popayán sólo estaba ligeramente defendida por aproximadamente 300 a 400 tropas, entre regulares, milicias y voluntarios.   Esta guarnición estaba bajo el mando del coronel José María Cabal, delegado de la confederación y y firmante del acta de la junta. Cabal había sido puesto al mando de la ciudad después de que el presidente Caycedo partiera con el ejército hacia el sur. Además de Cabal, los otros oficiales patriotas fueron los tenientes coroneles José María Quijano, Mariano Matute y Juan Gregorio Hoyos, así como los capitanes Pedro José Murgueitio y Rafael Cuervo.  A pesar de contar con menos tropas, los patriotas tenían la ventaja de poseer más fusiles —alrededor de 428—, así como artillería, que incluía dos culebrinas y cuatro cañones ligeros. En contraste, los realistas sólo tenían aproximadamente 128 armas de fuego a su disposición, y la mayoría de sus tropas estaban armadas con lanzas y espadas.

## Batalla
El 25 de abril, las fuerzas realistas aparecieron en las afueras del occidente de la ciudad, procedentes del población de El Tambo. Desde allí, el comandante Paz desplegó sus fuerzas en varios puntos para rodear la ciudad. Una compañía de caballería fue enviada para asegurar el Puente Real del Cauca para bloquear la ciudad del camino que conduce al Valle del Cauca en el norte.
Al día siguiente, el 26 de abril, las tropas realistas recibieron la orden de atacar la ciudad y lograron ingresar al centro de la ciudad por el barrio de San Francisco. El coronel Cabal y sus oficiales posicionaron sus tropas a lo largo de las calles de la ciudad, levantando barricadas con artillería colocada detrás de ellas. Recibieron a las tropas realistas con un intenso fuego de su artillería, mientras las tropas patriotas disparaban desde ventanas y balcones, manteniendo a raya al enemigo. Como consecuencia de ello, en el combate calle a calle murió el capitán Manuel Serralde, comandante de la compañía de infantería de los Voluntarios del Rey. El fuego defensivo fue tan intenso que al caer la noche, Paz se vio obligado a retirar sus fuerzas hacia las afueras del sur de la ciudad.   A pesar de haber rechazado el ataque, la ciudad todavía se encontraba en peligro. Los realistas mantenían tropas en el Puente Real del Cauca en el norte, en Chunes en el occidente, y en la La Ladera que quedaba al sur de la ciudad, así formando un envolvimiento sobre la ciudad. Incluso durante la noche, los realistas intentaron incendiar algunas casas de la ciudad.
Esa misma noche, un médico norteamericano y ex oficial del ejército de los Estados Unidos, Alejandro Macaulay, quien se encontraba de paso por la ciudad en ese momento, ofreció sus servicios al gobierno patriota, que inmediatamente lo incorporó a su ejército.  Macaulay le propuso al coronel Cabal que realizaran un ataque de sorpresa sobre el campamento enemigo que quedaba en el sitio de La Ladera en las afueras del sur de la ciudad. Cabal aprobó el plan y le dio a Macaulay el mando de aproximadamente 400 tropas.
El 27 de abril, alrededor de las 5 de la mañana, Macaulay y las 400 tropas patriotas partieron de la ciudad en busca del campamento enemigo. Las fuerzas de Macaulay sorprendieron a los realistas en su campamento en La Ladera. Después de aproximadamente una hora de intenso combate, los realistas se vieron obligados a huir, y los patriotas regresaron a la ciudad victoriosos a las 7 am. Macaulay inmediatamente marchó su fuerza hacia el norte para derrotar a los realistas que aún custodiaban el Puente Real del Cauca, dispersándolos con éxito. Más tarde, también derrotó al pequeño contingente realista aún quedaba en Chune a las afueras del occidente de la ciudad.
Con sus fuerzas derrotadas, el comandante Paz se vio obligado a retirarse al pueblo de El Tambo, con algunas unidades patriotas en su persecución.

## Consecuencias
Como resultado de la batalla, los realistas sufrieron alrededor de 64 muertos entre ellos el capitán Serralde, 176 capturados y 26 heridos.  Las pérdidas de los patriotas son más difíciles de calcular, pero se consideraron leves. Muchos consideraron que la aparición de Macaulay contribuyó significativamente a la victoria de los patriotas sobre los realistas. El coronel Cabal, aunque considerado valiente y un buen líder, era inexperto, y esta batalla fue la primera vez que comandó tropas.

En el oficio escrito de la batalla, el gobierno patriota declaró lo siguiente sobre el oficial estadounidense:
No puedo elogiar suficientemente a Su Excelencia el coraje, la alegría y la audacia con que actuaron los soldados. como patriotas, ni la resolución, fervor y habilidad con que el joven Alejandro Macaulay [Alexander Macaulay] comandó estas acciones. Habían pasado dos días desde que este ciudadano de Virginia, en los Estados Unidos de América, había llegado a esta ciudad, enviado por la Providencia para ayudarnos. Sus virtudes cívicas, su gran carácter, su coraje y su inteligencia al derrotar al enemigo contribuyeron a que las acciones que hemos vivido fueran notablemente brillantes y a que los soldados lucharan con mayor alegría de la que estaban acostumbrados. 
Poco después de la batalla, el gobierno patriota ordenó al coronel Cabal y Macaulay perseguir al enemigo, rápidamente se organizó una expedición compuesta por alrededor de 600 hombres, que partió de la ciudad el 29 de abril. Después de la derrota en La Ladera, el gobernador Tenorio y el comandante Paz se retiraron al pueblo de El Tambo, desde allí planearon marchar hacia el sur hasta Pasto con la esperanza de capturar la ciudad. En Pasto se encontraba el presidente Caycedo con la mayor parte del ejército patriota, sin embargo desconocía la exitosa defensa de Popayán y el 20 de mayo fueron tomados por sorpresa cuando los realistas asaltaron Pasto. Caycedo, superado en número, y sus tropas se vieron obligadas a rendirse y fueron mantenidas cautivas en la ciudad.  Aunque Cabal y Macaulay habían salido de Popayán con tiempo suficiente para haber podido atrapar a los realistas antes de que atacaran Caycedo, se retrasaron durante su marcha cuando un teniente capturó a un sacerdote realista llamado Morcillo. El gobierno de Popayán había ordenado previamente su arresto debido a su ardiente apoyo a los realistas. El secretario de gobierno, Francisco Antonio Ulloa en Popayán, informó entonces a Cabal que el gobierno había decidido ordenar la ejecución de Morcillo.  El coronel Cabal no estuvo de acuerdo con esta sentencia e informó de ello al gobierno, a lo que Ulloa respondió enojado afirmando "que el gobierno había visto esta acción como vergonzosa, ya que era el deber de un oficial obedecer una orden directa". Cabal entonces obedeció a regañadientes y ordenó la ejecución del sacerdote. Este acontecimiento provocó un retraso de diez días para la fuerza expedicionaria. Aunque Macaulay ordenó a sus tropas marchar a paso doble, sólo llegaron a Meneses, una zona cercana a Pasto, el 26 de mayo. Fue en Meneses donde Cabal y sus oficiales se enteraron de la derrota patriota, la captura del presidente Caycedo y la posterior captura de su ejército. Al recibir esta noticia, Cabal y Macaulay convocaron una reunión con todos los oficiales de la fuerza expedicionaria. Acordaron retirarse a Popayán, pues carecían de suficiente personal para capturar la ciudad y rescatar al presidente Caycedo.